# Mendoza Colt
Mendoza Colt fue un cuaderno de aventuras, obra del guionista M. González Casquel y los dibujantes Martín Salvador, Armando y Jesús Herrero. Publicado por la editorial Rollán a partir de 1955, alcanzó los 120 números.

## Trayectoria editorial
Sus números ordinarios fueron dibujados por:
- Santiago Martín Salvador, los números 1-20, 33, 34 y 44-46;[2]
- Armando, 21-32, 35-43 y 47-95[3]
- Arturo Arnau, 96-109, 116 y 117
- Jesús Herrero, 109-120.

Los extraordinarios 1 y 2 de Mendoza Colt fueron dibujados por Martin Salvador, así como las historietas del personaje aparecidas en números extraordinarios de otros personajes de la Editorial (Jeque Blanco y Aventuras del FBI) y en el primer almanaque de la Editora de 1958. La aventura aparecida en el segundo almanaque de 1959 (Atacados por los lobos) fue dibujada por Armando. Los dibujantes citados también dibujaron las portadas, pero en esta labor se les unieron otros dibujantes entre los que se identifican a Angel S. Chicharro, y a Lozano Villa.
La serie fue reeditada por la propia editorial Rollán en dos ocasiones:
- En 1964, con un formato de 17 x 12 cm. y unas 26 entregas.[1]
- En 1974, con un formato de 20 x 14 cm.[1]